# Infliksimab
Infliksimab (Remicade) je himerno monoklonalno antitelo protiv tumornog nekroznog faktora alfa (TNF-α) koji se koristi za lečenje autoimunskih bolesti. FDA je odobrila infliksimab za tretman psorijaze, Kronove bolesti, ankilozirajućeg spondilitisa, psorijatičkog artritisa, reumatoidnog artritisa, i ulceroznog kolitisa.

## Literatura
- Hardman JG, Limbird LE, Gilman AG (2001). Goodman & Gilman's The Pharmacological Basis of Therapeutics (10. изд.). New York: McGraw-Hill. ISBN 0071354697. doi:10.1036/0071422803.
- Thomas L. Lemke; David A. Williams, ур. (2007). Foye's Principles of Medicinal Chemistry (6. изд.). Baltimore: Lippincott Willams & Wilkins. ISBN 0781768799.

## Spoljašnje veze
|  | Molimo Vas, obratite pažnju na važno upozorenje u vezi sa temama iz oblasti medicine (zdravlja). |